# Acacia virchowiana
Acacia virchowiana é uma espécie de leguminosa do gênero Acacia, pertencente à família Fabaceae.